# Raymond Gabutti
Raymond Gabutti est un chef décorateur de cinéma, né le 6 avril 1908 dans le 15e arrondissement de Paris et mort le 6 janvier 1985 à Dreux

## Biographie
Raymond Gabutti a notamment contribué au film Les Enfants du paradis réalisé par Marcel Carné.

## Filmographie
- 1937 : Police mondaine
- 1938 : Tempête sur l'Asie
- 1938 : Durand bijoutier
- 1938 : Carrefour
- 1938 : Trois Valses
- 1939 : Trois de Saint-Cyr
- 1942 : Vie privée
- 1943 : Retour de flamme
- 1943 : Mermoz
- 1945 : Les Enfants du paradis
- 1946 : Fils de France de Pierre Blondy
- 1947 : La Cabane aux souvenirs
- 1947 : La Septième Porte d'André Zwobada
- 1948 : Fort de la solitude
- 1948 : Émile l'Africain
- 1949 : Jean de la Lune
- 1949 : Fantômas contre Fantômas
- 1950 : Le Grand Cirque
- 1951 : Capitaine Ardant
- 1952 : L'amour n'est pas un péché
- 1952 : Grand Gala
- 1953 : Horizons sans fin
- 1953 : Les Amoureux de Marianne
- 1953 : Quand tu liras cette lettre
- 1955 : Fantaisie d'un jour
- 1955 : Le Village magique
- 1955 : Razzia sur la chnouf
- 1956 : Je reviendrai à Kandara
- 1957 : Les trois font la paire
- 1957 : Tous peuvent me tuer
- 1958 : Sans famille
- 1958 : La Vie à deux
- 1960 : Quai du Point-du-Jour
- 1961 : Les Nouveaux Aristocrates
- 1963 : Dragées au poivre
- 1964 : Aimez-vous les femmes ?
- 1965 : Yoyo
- 1965 : Moi et les hommes de quarante ans
- 1965 : Cent briques et des tuiles
- 1965 : Les Enquiquineurs
- 1968 : Le Pacha
- 1969 : Faut pas prendre les enfants du bon Dieu pour des canards sauvages
- 1969 : Une veuve en or
- 1973 : Profession : Aventuriers
- 1974 : Ursule et Grelu